# República Checa en el Festival de la Canción de Eurovisión 2022
República Checa participó en el LXVI Festival de la Canción de Eurovisión, que se celebró en Turín, Italia del 10 al 14 de mayo de 2022, tras la victoria de Måneskin con la canción «Zitti e buoni». La Česká televize (televisión checa en español), radiodifusora encargada de la participación checa en el festival, decidió organizar por cuarta ocasión la final nacional titulada «Eurovision Song CZ». Tras abrirse una votación en línea por un periodo de tiempo, en la final del 16 de diciembre de 2021 fueron declarados ganadores el grupo checo-noruego We Are Domi con la canción electropop «Lights Off», compuesta por los propios miembros de la banda: Dominika Hasek, Casper Hatlestad y Benjamin Rekstad junto a Einar Eriksen Kvaløy y Abi F Jones.
A pesar de inicialmente no partir dentro de las casas de apuestas como una de las favoritas, Tras la realización de los ensayos y las semifinales, República Checa subió considerablemente en las apuestas entrando como uno de los favoritos menores en el lugar 13.
Finalmente en el festival, República Checa se clasificó en la segunda semifinal tras ubicarse en 4° lugar con 227 puntos, consiguiendo su cuarto pase a la final eurovisiva. Dos días más tarde, en la gran final, el país solo alcanzó el lugar no. 22 con 38 puntos: 33 del jurado profesional y 5 del televoto.

## Historia de República Checa en el Festival
República Checa es uno de los últimos países de Europa del Este que recientemente se han unido al festival, debutando en 2007. Desde entonces el país ha concursado en 9 ocasiones siendo uno de los países menos exitosos del festival y ausentándose del concurso desde 2010 hasta 2014 por los malos resultados obtenidos. Desde su regreso en 2015, el país logró mejorar su trayectoria dentro del festival y logrando avanzar a la final en 3 ocasiones: 2016, 2018 y 2019. El mejor resultado del país fue el sexto lugar obtenido por Mikolas Josef con la canción «Lie to me».
En 2021, el cantante checo de origen angoleño Benny Cristo, no clasificó a la final terminando en 15.ª posición con 23 puntos en la semifinal 2, con el tema «Omaga».

## Representante para Eurovisión

### Eurovision Song CZ 2022
República Checa confirmó la realización de la cuarta edición de su final nacional titulada «Eurovision Song CZ» como método de selección para seleccionar a su representante en el Festival de Eurovisión de Turín 2022 tras un año de elección interna El periodo de recepción de las canciones fue entre el 16 y el 30 de septiembre de 2021. Una vez cerrado el plazo de recepción, se confirmó un total de 150 propuestas recibidas. El 6 de diciembre de 2021 se revelaron las 7 canciones participantes en una conferencia de prensa en la sede de la  ČT en Praga.
La competencia consistió en una votación conectado abierta entre el 7 y el 16 de diciembre de 2021 para checos (25%) como para votantes internacionales (25%) correspondiente al 50% de la puntuación final. En este caso, cada votación repartió 6, 5, 4, 3, 2, 1.5 y 1 punto del mayor al menor votado. El restante 50% de la votación estuvo en manos de un panel de jurado internacional compuesto por 12 exparticipantes del Festival de la Canción de Eurovisión. Cada jurado repartió 12, 10, 8, 6, 4, 3 y 2 puntos de mayor a menor preferencia. Tras sumar los votos de los 12 jurados, las puntuaciones fueron convertidas al sistema 12, 10 8, 6, 4, 3 y 2 puntos de mayor a menor sumatoria obtenida.
Tras sumar los votos de estas 3 votaciones, el mayor votado fue declarado ganador del festival y representante de República Checa en Eurovisión.

#### Jurado
El jurado consistió de 12 miembros internacionales, todos exparticipantes del Festival de la Canción de Eurovisión:
- Victor Crone – cantante sueco y representante de Estonia en el Festival de la Canción de Eurovisión 2019
- TIX – cantante y representante de Noruega en el Festival de la Canción de Eurovisión 2021
- Maraaya – dueto y representantes de Eslovenia en el Festival de la Canción de Eurovisión 2015
- The Black Mamba – grupo y representantes de Portugal en el Festival de la Canción de Eurovisión 2021
- Manizha – cantante rusa-tayika y representante de Rusia en el Festival de la Canción de Eurovisión 2021
- Blind Channel – grupo y representantes de Finlandia en el Festival de la Canción de Eurovisión 2021
- Go A – grupo y representantes de Ucrania en el Festival de la Canción de Eurovisión 2021
- Daði Freyr – cantante y representante de Islandia en el Festival de la Canción de Eurovisión 2021
- Gjon's Tears – cantante albano-suizo y representante de Suiza en el Festival de la Canción de Eurovisión 2021
- Jay Aston – cantante británica y miembro de Bucks Fizz, representantes y ganadores por Reino Unido en el Festival de la Canción de Eurovisión 2021
- Paul Harrington – cantante irlandés y  representante y ganador por Irlanda en el Festival de la Canción de Eurovisión 1994 junto a Charlie McGettigan (IRE 1)
- Charlie McGettigan – cantante irlandés y  representante y ganador por Irlanda en el Festival de la Canción de Eurovisión 1994 junto a Paul Harrington (IRE 2)

#### Candidaturas
| Artista                   | Canción (Traducción)                               | Idioma        | Compositor(es)                                                                        |
| ------------------------- | -------------------------------------------------- | ------------- | ------------------------------------------------------------------------------------- |
| Annabelle                 | «Running Out of F* Time» (Corriendo del p* tiempo) | Inglés        | Annabelle, Marcel Procházka, Ondrej Fiedler, Tom Oehler                               |
| Elis Mraz                 | «Imma Be» (Yo seré)                                | Inglés        | Elis Mraz                                                                             |
| Giudi                     | «Jezinky» (Lenguas)                                | Inglés, Checo | Amelie Siba, Jitka Martiriggiano, Joshua Banwell                                      |
| Jordan Haj & Emma Smetana | «By Now» (Por ahora)                               | Inglés        | Jordan Haj                                                                            |
| Skywalker                 | «Way Down» (Cuesta abajo)                          | Inglés        | Damian Kucera, David Machalický, Jan Kucera, Lucas Woodland, Tomáš Rothschedl         |
| The Valentines            | «Stay or Go» (Quédate o vete)                      | Inglés        | Jan Doležal                                                                           |
| We Are Domi               | «Lights Off» (Luces apagadas)                      | Inglés        | Einar Eriksen Kvaløy, Abi F Jones, Dominika Hasek, Casper Hatlestad, Benjamin Rekstad |

#### Final
Los resultados del concurso fueron anunciados de manera en línea el 16 de diciembre de 2021.
| N.º | Artista                   | Canción                  | Jurado | Jurado | Televoto | Televoto      | Lugar | Total |
| N.º | Artista                   | Canción                  | Votos  | Puntos | Nacional | Internacional | Lugar | Total |
| --- | ------------------------- | ------------------------ | ------ | ------ | -------- | ------------- | ----- | ----- |
| 1   | We Are Domi               | «Lights Off»             | 120    | 12     | 3        | 6             | 1     | 21    |
| 2   | Giudi                     | «Jezinky»                | 69     | 6      | 4        | 5             | 3     | 15    |
| 3   | Annabelle                 | «Running Out of F* Time» | 84     | 8      | 1.5      | 1.5           | 6     | 11    |
| 4   | Elis Mraz                 | «Imma Be»                | 92     | 10     | 5        | 2             | 2     | 17    |
| 5   | The Valentines            | «Stay or Go»             | 57     | 4      | 1        | 1             | 7     | 6     |
| 6   | Jordan Haj & Emma Smetana | «By Now»                 | 49     | 3      | 6        | 3             | 4     | 12    |
| 7   | Skywalker                 | «Way Down»               | 69     | 6      | 2        | 4             | 5     | 12    |

| Votación de jurado internacional | Votación de jurado internacional | Votación de jurado internacional | Votación de jurado internacional | Votación de jurado internacional | Votación de jurado internacional | Votación de jurado internacional | Votación de jurado internacional | Votación de jurado internacional | Votación de jurado internacional | Votación de jurado internacional | Votación de jurado internacional | Votación de jurado internacional | Votación de jurado internacional | Votación de jurado internacional | Votación de jurado internacional |
| Canción                          | Bandera de Estonia               | Bandera de Noruega               | Bandera de Eslovenia             | Bandera de Portugal              | Bandera de Rusia                 | Bandera de Finlandia             | Bandera de Ucrania               | Bandera de Islandia              | Bandera de Suiza                 | Bandera del Reino Unido          | (IRE 1)                          | (IRE 2)                          | Lugar                            | Total                            | Puntos                           |
| -------------------------------- | -------------------------------- | -------------------------------- | -------------------------------- | -------------------------------- | -------------------------------- | -------------------------------- | -------------------------------- | -------------------------------- | -------------------------------- | -------------------------------- | -------------------------------- | -------------------------------- | -------------------------------- | -------------------------------- | -------------------------------- |
| «Lights Off»                     | 12                               | 12                               | 4                                | 12                               | 10                               | 4                                | 12                               | 12                               | 12                               | 10                               | 10                               | 10                               | 1                                | 120                              | 12                               |
| «Jezinky»                        | 2                                | 8                                | 2                                | 3                                | 4                                | 12                               | 6                                | 10                               | 10                               | 2                                | 8                                | 2                                | 4                                | 69                               | 6                                |
| «Running Out of F* Time»         | 6                                | 2                                | 10                               | 8                                | 3                                | 6                                | 10                               | 3                                | 8                                | 12                               | 12                               | 4                                | 3                                | 84                               | 8                                |
| «Imma Be»                        | 8                                | 10                               | 12                               | 6                                | 12                               | 10                               | 4                                | 4                                | 6                                | 8                                | 6                                | 6                                | 2                                | 92                               | 10                               |
| «Stay or Go»                     | 10                               | 4                                | 6                                | 2                                | 2                                | 3                                | 3                                | 6                                | 3                                | 3                                | 3                                | 12                               | 6                                | 57                               | 4                                |
| «By Now»                         | 4                                | 6                                | 3                                | 4                                | 6                                | 2                                | 2                                | 2                                | 2                                | 6                                | 4                                | 8                                | 7                                | 49                               | 3                                |
| «Way Down»                       | 3                                | 3                                | 8                                | 10                               | 8                                | 8                                | 8                                | 8                                | 4                                | 4                                | 2                                | 3                                | 4                                | 69                               | 6                                |

## En Eurovisión
De acuerdo a las reglas del festival, todos los concursantes iniciaron desde las semifinales, a excepción del anfitrión (en este caso, Italia) y el Big Five compuesto por Alemania, España, Francia, la misma Italia y Reino Unido. En el sorteo realizado el 25 de enero de 2022, República Checa fue sorteada en la segunda semifinal del festival. En este mismo sorteo, se determinó que participaría en la segunda mitad de la semifinal (posiciones 10-18). Semanas después, ya conocidos los artistas y sus respectivas canciones participantes, la producción del programa dio a conocer el orden de actuación, determinando que el país participaría en la decimoctava y última posición, precedida por Suecia.
Los comentarios para República Checa corrieron por segunda ocasión por Jan Maxian en la transmisión por televisión, pasando la cadena checa la transmisión del festival del canal ČT1 a ČT2.  La portavoz de la votación del jurado profesional checo por segunda ocasión consecutiva fue la modelo Taťána Kuchařová.

### Semifinal 2

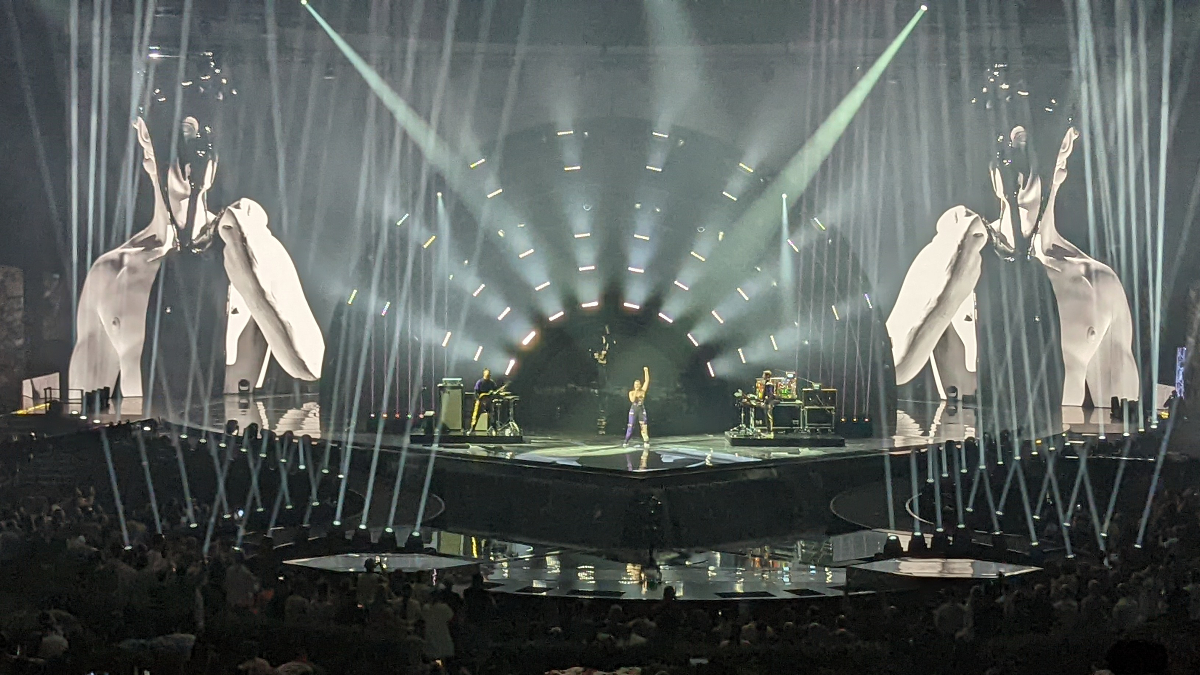
We Are Domi durante la segunda semifinal.

We Are Domi tomó parte de los ensayos los días 3 y 6 de mayo así como de los ensayos generales con vestuario de la segunda semifinal los días 11 y 12 de mayo. El ensayo general de la tarde del 11 fue tomado en cuenta por los jurados profesionales para emitir sus votos, que representaron el 50% de los puntos. República Checa se presentó en la posición 18, por delante de Suecia.
La actuación checa fue conceptualizada por el director artístico Vítek Bělohradský. Los miembros del grupo actuaron con ropa de estilo retro, con Dominika Hašková usando ropa negra mientras Casper Hatlestad y Benjamin Rekstad usaron trajes en color morado, ambos tocando instrumentos junto a más equipo de música El escenario inició en un claroscuro con una serie de juegos de iluminación blancos que seguían el tempo de la canción, incluyendo un momento donde las luces "se apagaban" como el título de la canción. Los fondos de la pantalla led, diseñados por Matyáš Vorda mostraban a la estatua del David siendo manchada en pintura, destruida y explotada en distintos momentos de la actuación.
Al final del show, República Checa fue anunciada como uno de los 10 países finalistas. Los resultados revelados una vez terminado el festival, ubicaron a República Checa en 4° lugar con 227 puntos, habiéndose posicionado en quinto lugar de la votación del jurado profesional con 102 puntos mientras que en la votación del televoto se colocó en 3.ª posición con 125 puntos.

### Final
Durante la rueda de prensa de los ganadores de la primera semifinal, se realizó el sorteo en el que se decidió en que mitad participaría cada finalista. República Checa fue sorteada para participar en la primera mitad de la final (posiciones 1-13). El orden de actuación revelado durante la madrugada del viernes 13 de mayo, decidió que República Checa debía actuar en la posición 1 por detrás de Rumania. We Are Domi tomó parte de los ensayos generales con vestuario de la final los días 13 y 14 de mayo. El ensayo general de la tarde del 13 fue tomado en cuenta por los jurados profesionales para emitir sus votos, que representaron el 50% de los puntos. 
Durante la votación, República Checa se colocó en 19° lugar en la votación del jurado profesional con 33 puntos, recibiendo como máxima puntuación los 7 puntos de Irlanda. Posteriormente se reveló su puntuación en el votación del televoto: solamente 5 puntos de Macedonia del Norte, que la colocaron en 22° lugar. En la sumatoria final, República Checa se colocó en 22ª posición con 38 puntos empatados con Finlandia, pero con una posición peor por el resultado del televoto.

### Votación

#### Puntuación a República Checa

##### Semifinal 2
| Jurado                                                            | Jurado                      | Jurado                                      | Jurado                           | Jurado                                                           |
| 12 puntos                                                         | 10 puntos                   | 8 puntos                                    | 7 puntos                         | 6 puntos                                                         |
| ----------------------------------------------------------------- | --------------------------- | ------------------------------------------- | -------------------------------- | ---------------------------------------------------------------- |
|                                                                   | - Irlanda - Reino Unido     | - Polonia - Rumania                         | - Estonia - Malta                |                                                                  |
| 5 puntos                                                          | 4 puntos                    | 3 puntos                                    | 2 puntos                         | 1 punto                                                          |
| - Azerbaiyán - Finlandia - Georgia - Israel - San Marino - Suecia | - Bélgica - Chipre - Serbia |                                             | - Australia - Montenegro         |                                                                  |
| Televoto                                                          |                             |                                             |                                  |                                                                  |
| 12 puntos                                                         | 10 puntos                   | 8 puntos                                    | 7 puntos                         | 6 puntos                                                         |
|                                                                   | - España - Israel           | - Estonia - Irlanda - Polonia - Reino Unido | - Australia - Finlandia - Serbia | - Alemania - Macedonia del Norte - Rumania - San Marino - Suecia |
| 5 puntos                                                          | 4 puntos                    | 3 puntos                                    | 2 puntos                         | 1 punto                                                          |
| - Bélgica - Chipre                                                | - Georgia - Montenegro      |                                             | - Azerbaiyán - Malta             |                                                                  |

##### Final
| Jurado                | Jurado      | Jurado           | Jurado                                           | Jurado    |
| 12 puntos             | 10 puntos   | 8 puntos         | 7 puntos                                         | 6 puntos  |
| --------------------- | ----------- | ---------------- | ------------------------------------------------ | --------- |
|                       |             |                  | - Irlanda                                        |           |
| 5 puntos              | 4 puntos    | 3 puntos         | 2 puntos                                         | 1 punto   |
| - Suecia              | - Australia | - Malta - Serbia | - Bélgica - Francia - Grecia - Islandia - Israel | - Ucrania |
| Televoto              |             |                  |                                                  |           |
| 12 puntos             | 10 puntos   | 8 puntos         | 7 puntos                                         | 6 puntos  |
|                       |             |                  |                                                  |           |
| 5 puntos              | 4 puntos    | 3 puntos         | 2 puntos                                         | 1 punto   |
| - Macedonia del Norte |             |                  |                                                  |           |

#### Votación realizada por República Checa
| Puntos    | Jurado              | Televoto            |
| --------- | ------------------- | ------------------- |
| 12 puntos | Suecia              | Serbia              |
| 10 puntos | Macedonia del Norte | Finlandia           |
| 8 puntos  | Australia           | Estonia             |
| 7 puntos  | Estonia             | Polonia             |
| 6 puntos  | Bélgica             | Suecia              |
| 5 puntos  | Georgia             | Australia           |
| 4 puntos  | Azerbaiyán          | Rumania             |
| 3 puntos  | Polonia             | Israel              |
| 2 puntos  | Finlandia           | Macedonia del Norte |
| 1 punto   | Malta               | Irlanda             |

| Puntos    | Jurado      | Televoto    |
| --------- | ----------- | ----------- |
| 12 puntos | Reino Unido | Ucrania     |
| 10 puntos | Suecia      | Serbia      |
| 8 puntos  | Estonia     | Moldavia    |
| 7 puntos  | España      | Polonia     |
| 6 puntos  | Suiza       | España      |
| 5 puntos  | Portugal    | Suecia      |
| 4 puntos  | Ucrania     | Estonia     |
| 3 puntos  | Grecia      | Noruega     |
| 2 puntos  | Noruega     | Reino Unido |
| 1 punto   | Australia   | Finlandia   |

##### Desglose
El jurado checo estuvo compuesto por:
- Annabelle
- Jan Vávra
- Marcell
- Marta Říhová
- Ondra Fiedler

| Semifinal 2 | Semifinal 2         | Semifinal 2                | Semifinal 2                | Semifinal 2                | Semifinal 2                | Semifinal 2                | Semifinal 2                | Semifinal 2                | Semifinal 2                | Semifinal 2                |
| N.º         | País                | Jurado                     | Jurado                     | Jurado                     | Jurado                     | Jurado                     | Jurado                     | Jurado                     | Televoto                   | Televoto                   |
| N.º         | País                | Jurado A                   | Jurado B                   | Jurado C                   | Jurado D                   | Jurado E                   | Ranking                    | Puntos                     | Ranking                    | Puntos                     |
| ----------- | ------------------- | -------------------------- | -------------------------- | -------------------------- | -------------------------- | -------------------------- | -------------------------- | -------------------------- | -------------------------- | -------------------------- |
| 01          | Finlandia           | 16                         | 10                         | 12                         | 10                         | 3                          | 9                          | 2                          | 2                          | 10                         |
| 02          | Israel              | 15                         | 9                          | 9                          | 12                         | 12                         | 12                         |                            | 8                          | 3                          |
| 03          | Serbia              | 14                         | 16                         | 14                         | 14                         | 11                         | 14                         |                            | 1                          | 12                         |
| 04          | Azerbaiyán          | 4                          | 8                          | 7                          | 8                          | 10                         | 7                          | 4                          | 15                         |                            |
| 05          | Georgia             | 5                          | 7                          | 6                          | 6                          | 9                          | 6                          | 5                          | 11                         |                            |
| 06          | Malta               | 10                         | 11                         | 11                         | 11                         | 5                          | 10                         | 1                          | 14                         |                            |
| 07          | San Marino          | 17                         | 17                         | 15                         | 17                         | 13                         | 17                         |                            | 16                         |                            |
| 08          | Australia           | 6                          | 3                          | 5                          | 3                          | 2                          | 3                          | 8                          | 6                          | 5                          |
| 09          | Chipre              | 11                         | 15                         | 10                         | 16                         | 15                         | 13                         |                            | 12                         |                            |
| 10          | Irlanda             | 7                          | 13                         | 13                         | 9                          | 14                         | 11                         |                            | 10                         | 1                          |
| 11          | Macedonia del Norte | 2                          | 2                          | 2                          | 2                          | 4                          | 2                          | 10                         | 9                          | 2                          |
| 12          | Estonia             | 3                          | 4                          | 3                          | 4                          | 6                          | 4                          | 7                          | 3                          | 8                          |
| 13          | Rumania             | 13                         | 14                         | 16                         | 15                         | 17                         | 16                         |                            | 7                          | 4                          |
| 14          | Polonia             | 9                          | 5                          | 8                          | 7                          | 8                          | 8                          | 3                          | 4                          | 7                          |
| 15          | Montenegro          | 12                         | 12                         | 17                         | 13                         | 16                         | 15                         |                            | 17                         |                            |
| 16          | Bélgica             | 8                          | 6                          | 4                          | 5                          | 7                          | 5                          | 6                          | 13                         |                            |
| 17          | Suecia              | 1                          | 1                          | 1                          | 1                          | 1                          | 1                          | 12                         | 5                          | 6                          |
| 18          | República Checa     | -------------------------- | -------------------------- | -------------------------- | -------------------------- | -------------------------- | -------------------------- | -------------------------- | -------------------------- | -------------------------- |

| Final | Final           | Final                      | Final                      | Final                      | Final                      | Final                      | Final                      | Final                      | Final                      | Final                      |
| N.º   | País            | Jurado                     | Jurado                     | Jurado                     | Jurado                     | Jurado                     | Jurado                     | Jurado                     | Televoto                   | Televoto                   |
| N.º   | País            | Jurado A                   | Jurado B                   | Jurado C                   | Jurado D                   | Jurado E                   | Ranking                    | Puntos                     | Ranking                    | Puntos                     |
| ----- | --------------- | -------------------------- | -------------------------- | -------------------------- | -------------------------- | -------------------------- | -------------------------- | -------------------------- | -------------------------- | -------------------------- |
| 01    | República Checa | -------------------------- | -------------------------- | -------------------------- | -------------------------- | -------------------------- | -------------------------- | -------------------------- | -------------------------- | -------------------------- |
| 02    | Rumania         | 21                         | 20                         | 23                         | 21                         | 21                         | 22                         |                            | 21                         |                            |
| 03    | Portugal        | 6                          | 4                          | 3                          | 6                          | 16                         | 6                          | 5                          | 20                         |                            |
| 04    | Finlandia       | 23                         | 21                         | 19                         | 17                         | 10                         | 18                         |                            | 10                         | 1                          |
| 05    | Suiza           | 4                          | 3                          | 8                          | 4                          | 12                         | 5                          | 6                          | 24                         |                            |
| 06    | Francia         | 22                         | 23                         | 22                         | 19                         | 23                         | 23                         |                            | 14                         |                            |
| 07    | Noruega         | 20                         | 16                         | 11                         | 3                          | 9                          | 9                          | 2                          | 8                          | 3                          |
| 08    | Armenia         | 15                         | 15                         | 9                          | 12                         | 15                         | 15                         |                            | 11                         |                            |
| 09    | Italia          | 11                         | 12                         | 15                         | 10                         | 18                         | 14                         |                            | 15                         |                            |
| 10    | España          | 5                          | 7                          | 5                          | 7                          | 3                          | 4                          | 7                          | 5                          | 6                          |
| 11    | Países Bajos    | 8                          | 10                         | 13                         | 11                         | 14                         | 11                         |                            | 12                         |                            |
| 12    | Ucrania         | 7                          | 9                          | 4                          | 8                          | 8                          | 7                          | 4                          | 1                          | 12                         |
| 13    | Alemania        | 12                         | 18                         | 12                         | 20                         | 13                         | 16                         |                            | 17                         |                            |
| 14    | Lituania        | 19                         | 19                         | 21                         | 24                         | 19                         | 21                         |                            | 13                         |                            |
| 15    | Azerbaiyán      | 14                         | 14                         | 18                         | 16                         | 5                          | 12                         |                            | 18                         |                            |
| 16    | Bélgica         | 10                         | 8                          | 10                         | 15                         | 20                         | 13                         |                            | 22                         |                            |
| 17    | Grecia          | 9                          | 11                         | 7                          | 5                          | 7                          | 8                          | 3                          | 19                         |                            |
| 18    | Islandia        | 18                         | 17                         | 17                         | 22                         | 22                         | 20                         |                            | 23                         |                            |
| 19    | Moldavia        | 24                         | 24                         | 24                         | 23                         | 24                         | 24                         |                            | 3                          | 8                          |
| 20    | Suecia          | 2                          | 1                          | 2                          | 2                          | 1                          | 2                          | 10                         | 6                          | 5                          |
| 21    | Australia       | 13                         | 6                          | 14                         | 14                         | 6                          | 10                         | 1                          | 16                         |                            |
| 22    | Reino Unido     | 1                          | 2                          | 1                          | 1                          | 2                          | 1                          | 12                         | 9                          | 2                          |
| 23    | Polonia         | 17                         | 13                         | 16                         | 13                         | 17                         | 17                         |                            | 4                          | 7                          |
| 24    | Serbia          | 16                         | 22                         | 20                         | 18                         | 11                         | 19                         |                            | 2                          | 10                         |
| 25    | Estonia         | 3                          | 5                          | 6                          | 9                          | 4                          | 3                          | 8                          | 7                          | 4                          |